# Justicia breviflora
Justicia breviflora är en akantusväxtart som beskrevs av Henry Hurd Rusby. Justicia breviflora ingår i släktet Justicia och familjen akantusväxter. Inga underarter finns listade i Catalogue of Life.